# Nikołaj Żukanow
Nikołaj Antonowicz Żukanow (ros. Николай Антонович Жуканов, ur. 1 stycznia 1922 w Sławgorodzie, zm. 26 kwietnia 1990 w Barnaule) – radziecki lotnik wojskowy, podpułkownik, Bohater Związku Radzieckiego (1945).

## Życiorys
Od 1938 mieszkał z rodziną w Barnaule, gdzie skończył szkołę średnią i uczył się w aeroklubie, w 1940 został powołany do Armii Czerwonej. W 1941 ukończył wojskową szkołę lotniczą w Permie, w 1942 wojskową lotniczą szkołę pilotów w Nowosybirsku, a w 1944 wojskową szkołę lotniczą w Czkałowie. Od czerwca 1944 uczestniczył w wojnie z Niemcami w składzie 783 pułku lotnictwa szturmowego 199 Dywizji Lotnictwa Szturmowego 4 Korpusu Lotnictwa Szturmowego 4 Armii Powietrznej, gdzie został dowódcą klucza, walczył na 1 i od sierpnia 1944 na 2 Froncie Białoruskim. Brał udział w operacji białoruskiej, w tym w opanowaniu Baranowicz, Słucka, Słonimia, Mińska i Brześcia (lipiec-sierpień 1944), walkach o Osowiec i Ostrołękę (sierpień 1944), walkach na przyczółku na Narwi (wrzesień-październik 1944), operacji wschodniopruskiej (styczeń 1945), operacji pomorskiej, w tym szturmie Gdyni (marzec 1945) i operacji berlińskiej (kwiecień 1945). Wykonał 90 lotów bojowych samolotem Ił-2, niszcząc m.in. 52 samochody i wiele innego sprzętu i broni i zadając wrogowi duże straty w ludziach (do 220 zabitych). W momencie zakończenia wojny miał stopień młodszego porucznika. W 1952 ukończył wyższą oficerską szkołę nawigatorów lotniczych, później był nawigatorem pułku lotniczego, w 1957 zakończył służbę w stopniu podpułkownika.

## Odznaczenia
- Złota Gwiazda Bohatera Związku Radzieckiego (18 sierpnia 1945)
- Order Lenina (18 sierpnia 1945)
- Order Czerwonego Sztandaru (dwukrotnie, 30 kwietnia 1945)
- Order Wojny Ojczyźnianej I klasy (11 marca 1985)
- Order Czerwonej Gwiazdy (dwukrotnie, w tym 30 sierpnia 1944)

I medale.